# Einar Bergström

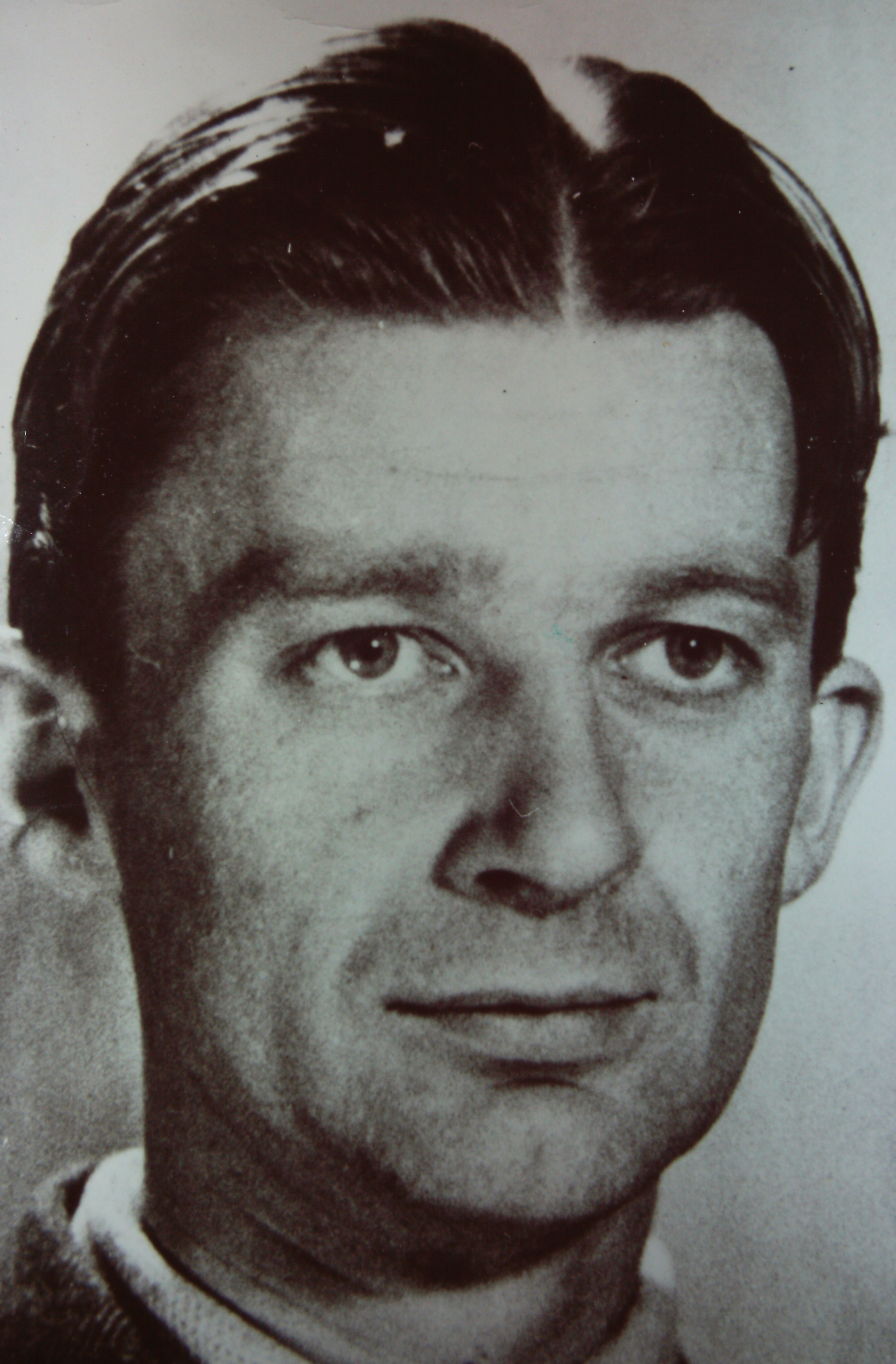
Einar Bergström 1951

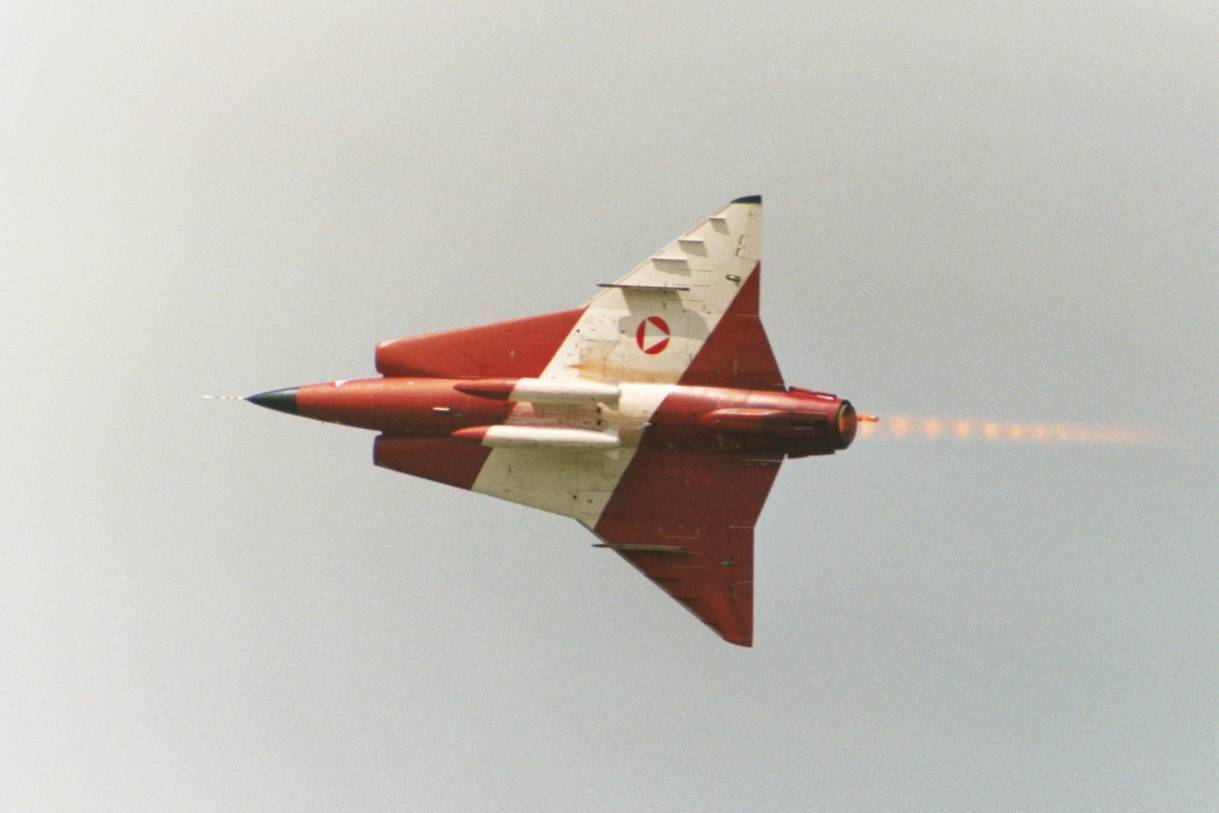
Saab 35 Draken

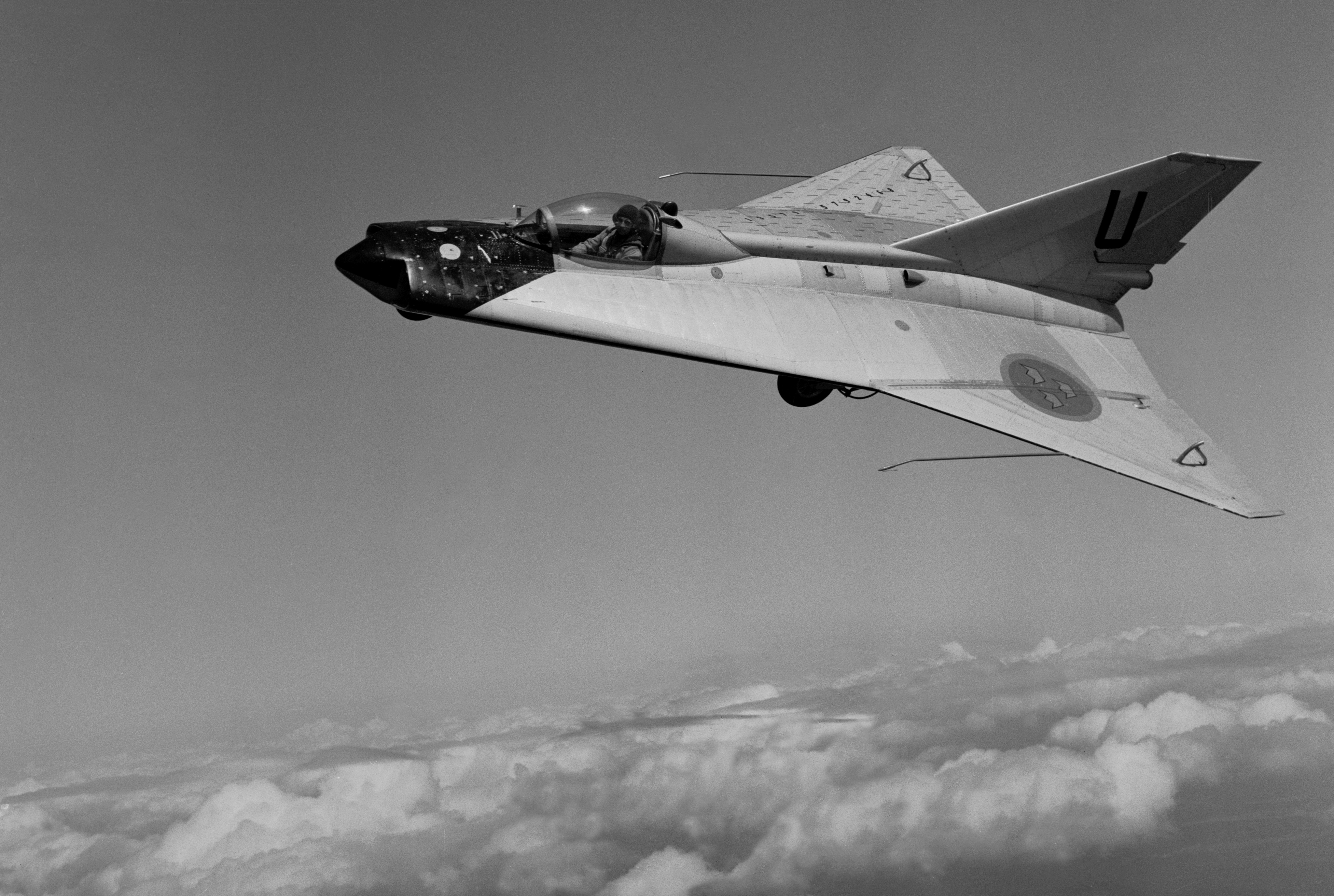
Saab 210 mit der ersten Variante der Lufteinlässe, zur Nase vorgezogen

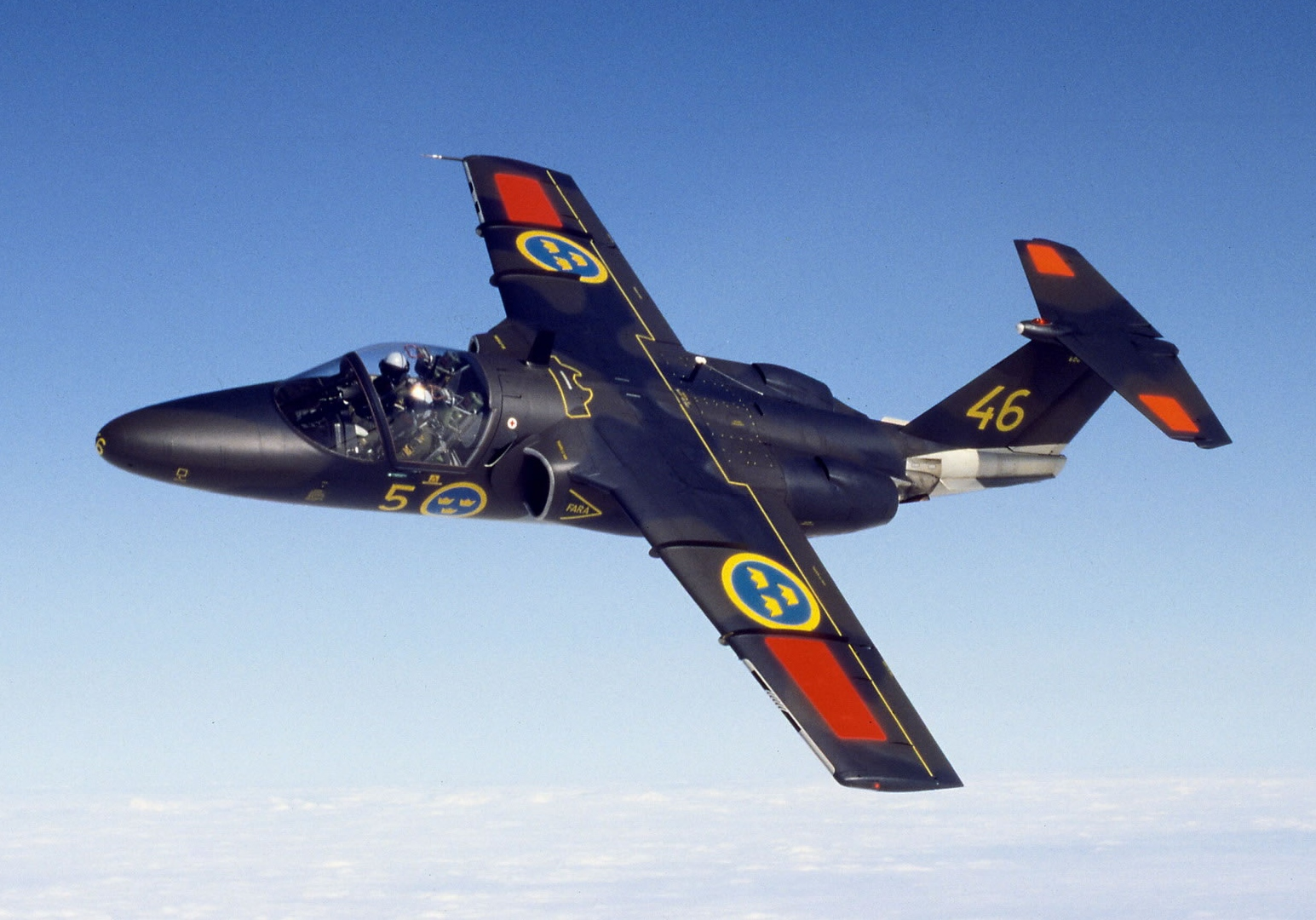
Saab 105

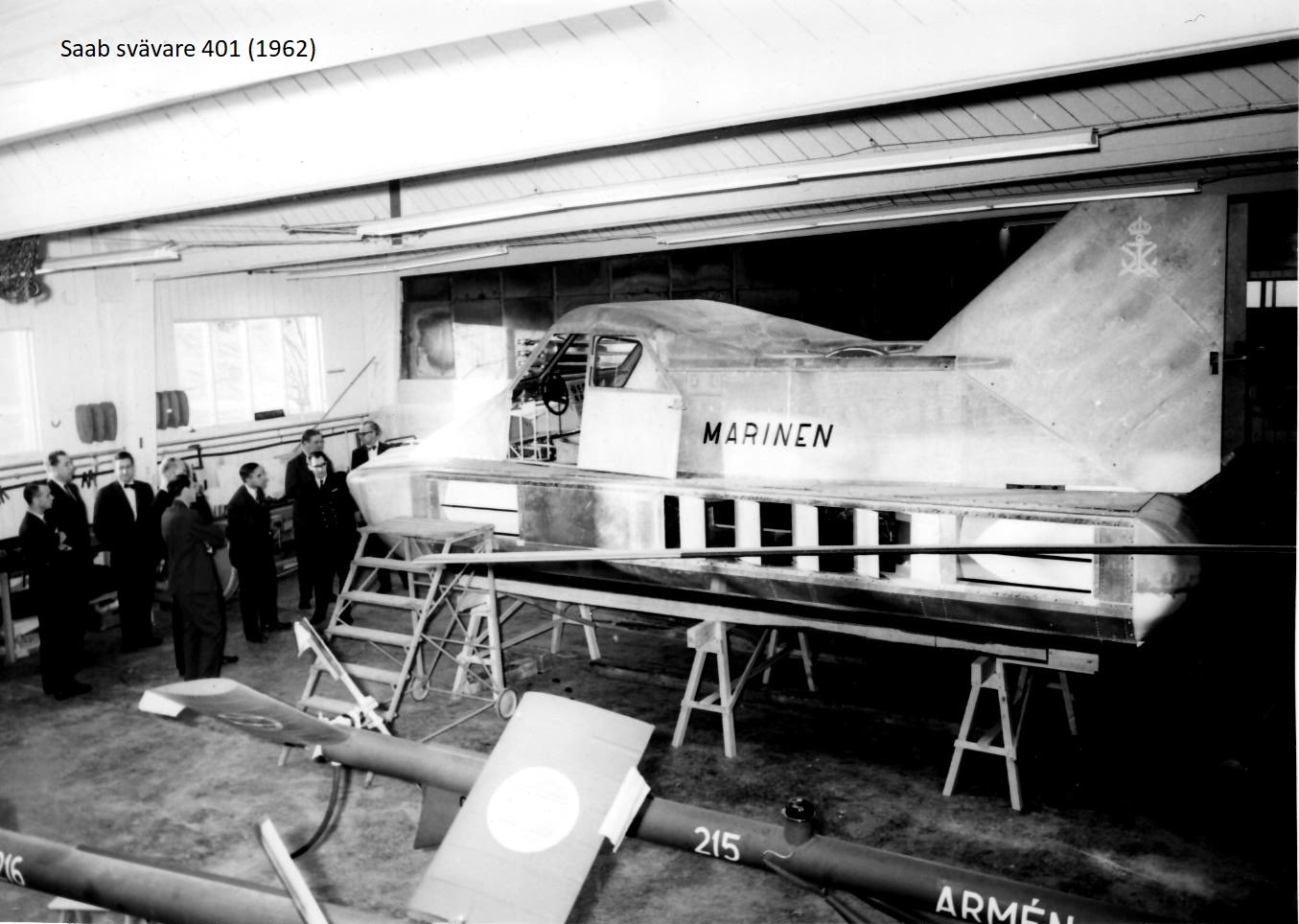
Saab 401 Luftkissenfahrzeug

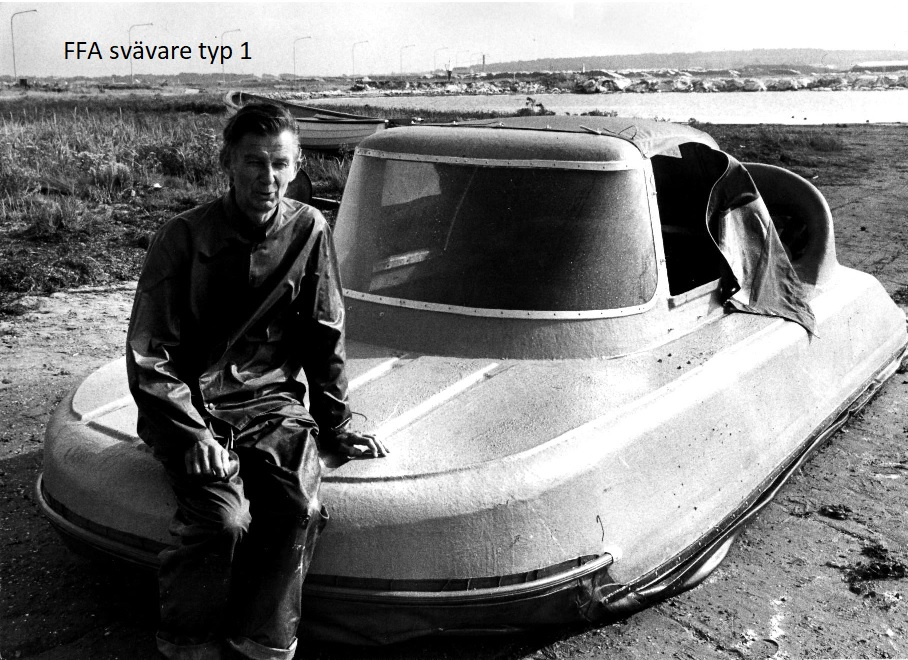
Einar Bergström und FFA typ 1 Luftkissenfahrzeug 1972

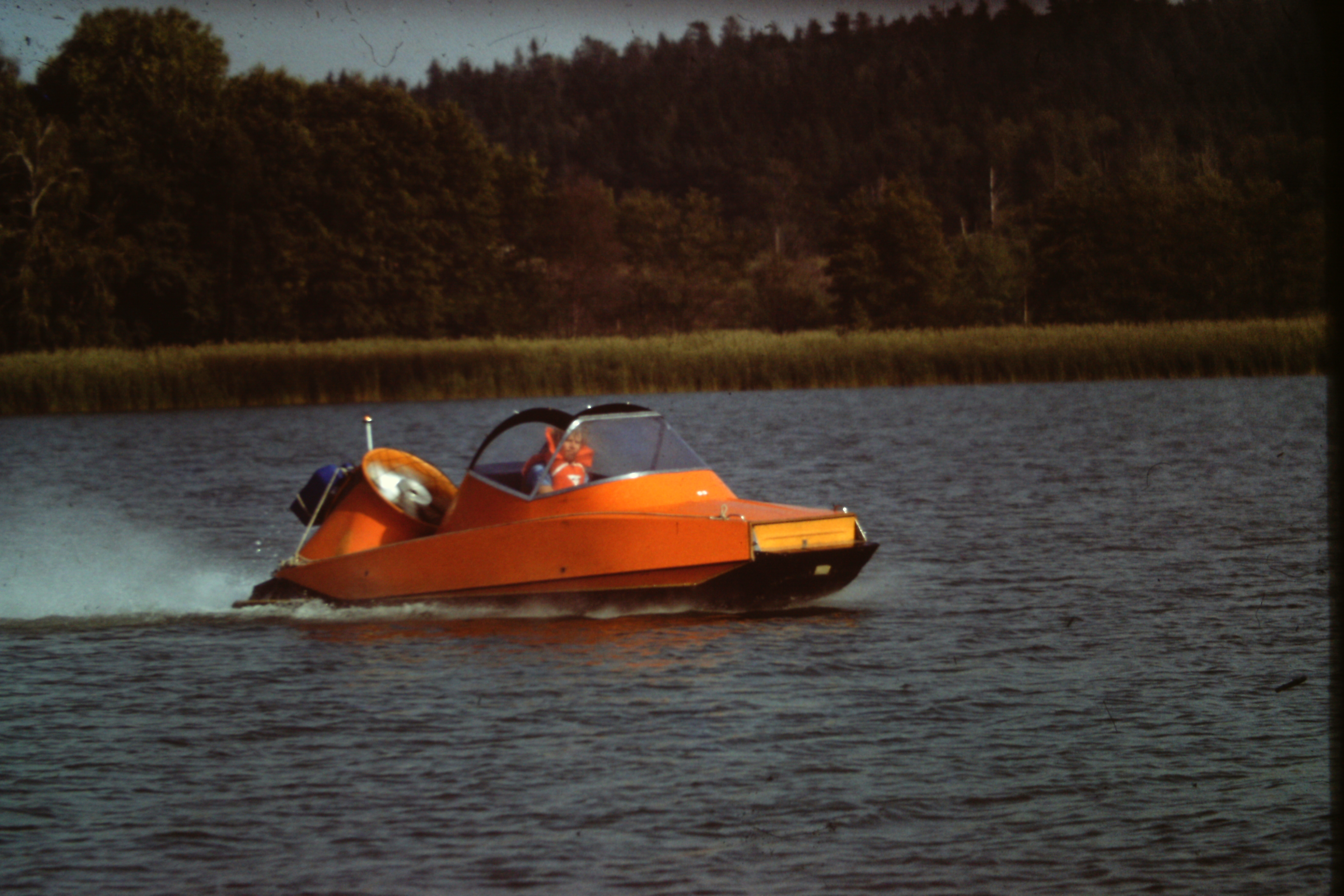
FFA typ 2 Luftkissenfahrzeug 1977

Bror Einar Bergström (geboren am 27. Mai 1919 in Helsingborg; gestorben am 6. Juli 1996 in Ingarö Stockholm) war ein schwedischer Luftfahrtingenieur und Aerodynamik-Experte. Er war der Sohn von Chefredakteur, sozialdemokratische Mitglied des Schwedischen Reichstages (1924–1956) Karl Bergström (1888–1965) und Guđrún Guđmundsdóttir (1893–1988).

## Biografie

### KTH
Nach verschiedenen Touren in der Schwedischen Luftwaffe während des Zweiten Weltkriegs erhielt Einar Bergström eine Ausbildung an der KTH Königlichen Technischen Hochschule in Stockholm mit einem Abschluss von 1947 als Master of Science in Aerodynamik. 1947 war er bei Flygförvaltningen (Amt der Königlichen Luftwaffe für Rüstung und Wehrtechnik) für die Forschung der Aerodynamik bei Professor Sten Luthander an der KTH in Bezug auf die Saab 32 Lansen und Saab 35 Draken beschäftigt.

### Saab
Eine immer engere Zusammenarbeit mit Saab AB führte 1951 zu einem Wechsel zur Beschäftigung bei Saab unter Erik Bratt och Tore Gullstrand.
Der Wunsch des Auftraggebers, der Schwedischen Luftstreitkräfte, in den 1950er- bis 1970er-Jahren war (Schwedischer Verteidigungsbeschluss 1958), in der Lage zu sein, strategische Bomber wie den Tupolew Tu-16 schnell angreifen zu können, bevor diese ihre Ziele erreichten. Dies sollte mit schnellen Überschall-Deltaflügel-Jagdflugzeugen wie Saab 35 Draken geschehen, wobei Geschwindigkeit und Bereitschaft die Schlüsselfaktoren waren. Die schwedischen Luftstreitkräfte brauchten auch eine Invasionsverteidigung über den umliegenden Meeren mit Erdkampfflugzeugen sowie sehr schnellen Aufklärungsflugzeugen wie der Saab 37 Viggen. Dies führte zu großen Aufträgen zum Aufbau sehr großer Luftstreitkräfte und der Zuweisung von umfangreichen Ressourcen für Entwicklung.
Die Projekte Saab 32 Lansen und Saab 35 Draken waren innovativ und im zweiten Fall ausgelegt zum Überschallfliegen, und die aerodynamischen Aspekte davon waren wichtige Arbeitsbereiche. Dies galt nicht zuletzt für die inneren aerodynamischen Bedingungen für Lufteinlass, -auslass und -kanäle im Rumpf. Zu dieser Zeit wurde alles von Hand mit Rechenschieber berechnet und große Teile der Arbeit fanden mit aerodynamischen Tests im Windkanal sowie Testflügen von Testversionen mit Testpiloten statt. Die Tests für laufende Veränderungen fanden hauptsächlich mit der Saab 210 statt. Saab bekam 1954 seinen ersten Computer mit BESK. Nach dieser Arbeit haben alle Kampfjets seitlich Lufteinlässe.
Einar Bergström war später Projektmanager für die Aerodynamik des Trainingsflugzeugs Saab 105 / SK60.
Während seiner letzten Jahre bei Saab arbeitete er mit Olof Ljungström an einem für die Schwedische Marine entwickelten Saab 401-Luftkissenfahrzeug. Luftkissenfahrzeuge, die ihn für den Rest seiner Karriere beschäftigten. Das gleiche entscheidende Thema war die interne Aerodynamik.

### FFA
1963 wechselte Einar Bergström zum FFA Flygtekniska försöksanstalten (staatlich Labor für Luftfahrttechnik) Stockholm, wo er weitgehend an demselben Projekt wie zuvor beteiligt war, da die Flygförvaltningen, SAAB und FFA eng und integriert zusammenarbeiteten.

### Luftkissenfahrzeuge
Bei der FFA wurde das Luftkissenfahrzeuge-Projekt stärker, nachdem der Saab 401 nicht den ganzen Weg erreicht hatte und die Luftkissenfahrzeug-Technologie weiterentwickelt werden muss. In den 1970er Jahren wurden die beiden Prototypen der FFA entwickelt, und das Projekt wurde um 1980 als vollständig anwendbar angesehen.
Als die Marine Administration nicht mehr aktiv war, wurden zivile Partner gesucht. Die zivilen Parteien, mit denen sie zusammenarbeiteten, waren Transportunternehmen. Storstockholms Lokaltrafik (Nahverkehrsgesellschaft), SL entschied sich schließlich aufzugeben. Die Entscheidung wurde offiziell getroffen, da es schwierig war, die Genehmigung des Länsstyrelsen (Regionamt) für Luftkissenfahrzeuge in der Region zu erhalten. Es gab erhebliche Schwierigkeiten bei der Kommunikation der Technologie und des Zwecks des Gesetzes mit den Beamten. Das schwedische Gesetz für Luftkissenfahrzeuge war radikal restriktiver als beispielsweise in Großbritannien, wo der Verkehr mit Luftkissenfahrzeugen üblich war.
Nach der Pensionierung von Einar Bergström von der FFA im Jahr 1982 und der Entscheidung der SL wurde das Luftkissenfahrzeugprojekt der FFA nicht weiter verfolgt.